# Monopoly Star Wars
Monopoly Star Wars es una versión de la Guerra de las Galaxias del popular juego de mesa de bienes raíces "Monopoly". Se puso a la venta para conmemorar el vigésimo aniversario de la película (1977-1997). Es una edición para coleccionistas.
Fue distribuido en España por MB, aunque en la caja figura el logotipo de Parker, que es la propietaria de los derechos del juego original desde 1935 y es propiedad de Hasbro desde 1991.

## Variaciones respecto al juego original
- Los peones son ocho figuras de peltre que representan a personajes de la saga:
  - De la Alianza Rebelde: Luke Skywalker, Princesa Leia, Han Solo, Chewbacca y R2-D2.
  - Del Imperio Galáctico: Darth Vader, Boba Fett o un miembro de la tropa de asalto.
- Incluye cinco monedas imperiales de latón, cada una de las cuales representa 100.000 créditos.
- Tablero:
  - Propiedades marrones (Dagobah): Pantano y Choza de Yoda.
  - Propiedades azules (Hoth): Base Echo, Llanuras heladas y Cerro norte.
  - Propiedades rosas (Tatooine): Granja de Lars, Mos Eisley y Palacio de Jabba.
  - Propiedades naranjas (Cuarta luna de Yavin): Sala de operaciones, Templo Massassi y Sala del trono del templo.
  - Propiedades rojas (Ciudad Nube): Plataforma de aterrizaje, Cámara de congelación de carbono y Sala de control de reactores.
  - Propiedades amarillas (Estrella de la muerte): Muelle de atraque, Sala del trono y Núcleo central.
  - Propiedades verdes (Endor): Bosque, Generador del escudo deflector y Poblado Ewok.
  - Propiedades moradas (Coruscant): Plaza del monumento y Palacio imperial.
  - Estaciones (naves): TIE fighter, Halcón Milenario, X-Wing fighter y destructor estelar.
  - Servicios públicos: Núcleo del reactor y granja de humedad.
  - Impuestos: Impuesto de circulación espacial e Impuesto pirata.
  - Cartas: Cartas imperiales como Suerte y cartas rebeldes como Caja de Comunidad.
- Casas y hoteles: 32 cazas TIE y 32 cazas Ala-X para representar las casas, dependiendo del bando que escojamos, y 12 cargueros corelianos y 12 destructores estelares para representar los hoteles.

Existen diferentes versiones del Monopoly de Star Wars, apareció una versión de la trilogía clásica conocida como " de lujo " y otra más sencilla, donde la única diferencia era el color de las naves ( Halcones Milenarios y Star Destroyers ) cambiaban de negro y blanco a rojo y azul .
También a raíz del estreno de " La Amenaza Fantasma " en 1999, apareció otra versión del Monopoly, dedicada exclusivamente a este episodio, y también se vendió su versión " de lujo ".
En el 2005 a raíz del estreno de la última película de Star Wars " La venganza de los Sith " salió al mercado una versión del Monopoly, conocida como : " The saga edition ", que abarca las 6 películas de Star Wars.
Y también existe una versión del Monopoly de Star Wars para computadora.
- Datos: Q6022041